# That Means a Lot
«That Means a Lot» es una canción escrita por John Lennon y Paul McCartney y lanzada en 1965 por P. J. Proby. La versión de Proby alcanzó el n.º24 en la tabla NME. Antes del lanzamiento de Proby, The Beatles grabaron una versión que estaba destinada para salir en la película Help! y en la banda sonora de la misma. The Beatles estaban insatisfechos con la canción y su versión no se publicó hasta el CD Anthology 2 en 1996.
Lennon dijo en ese momento, "Esta canción es una balada que Paul y yo escribímos para la película, pero nos encontramos con que no podía cantarla. De hecho, hemos hecho una grabación de ella, así que pensamos que es mejor que darle a alguien que podría hacerlo bien." En una entrevista con Mark Lewisohn en 1988, McCartney dijo: "Hubo algunas canciones en las que no estábamos tan interesados, o no pensamos que se terminara. Esta fue una de ellas."

## Versión de P. J. Proby
Brian Epstein, gerente de negocios de The Beatles, le dio la canción a Proby, otro de los artistas que logró. Proby se introdujo a Epstein por Jack Good, que había creado numerosos programas de televisión incluyendo Around the Beatles. Proby lanzó "That Means A Lot" en septiembre de 1965. Su versión fue producida por Ron Richards, organizada y dirigida por George Martin.

## Versión de The Beatles
Los Beatles grabaron varias tomas de la canción el 20 de febrero y 30 de marzo de 1965. Las tres se registraron el 30 de marzo que fueron diferentes de la original, pero no más exitosas.
La canción está acreditada a Lennon/McCartney, pero quién de los dos escribió la mayor parte de la canción está en debate. En su entrevista de 1980 con la revista Playboy, Lennon alegó que la canción fue escrita por McCartney, mientras que Proby ha afirmado con certeza que la canción era puramente de Lennon. También es posible que la canción fue sometido a un acontecimiento regular en The Beatles, la de Lennon o McCartney aportando una media de ocho a la de otros versos y coros. El optimismo en los versos y los coros es típico de las composiciones de McCartney, mientras que el "El amor puede ser suicida"  es similar a la actitud de Lennon en muchas otras de sus canciones de este período. 

## Personal
- Paul McCartney - voz, bajo, piano.
- John Lennon - coros, guitarra rítmica, maracas.
- George Harrison - coros, guitarra, maracas.
- Ringo Starr - batería[5]